# Ivan Bunić Vučić
Ivan (Dživo) Bunić Vučić, (Dubrovnik, početkom 1592. – Dubrovnik,  6. ožujka 1658.), hrvatski barokni pjesnik, pripadnik plemićke obitelji Bunić, jedne od najutjecajnijih u Dubrovačkoj Republici.

## Životopis
Potječe iz obitelji Sara Damjanova Vučića i Dese rođene Martinušić. Imao je tri brata i četiri sestre. Srednju školu završio je u Dubrovniku. Mlad je ostao bez roditelja; majka mu je umrla 1609. godine, a otac 1612., te se kao najstariji sin morao brinuti za obitelj. Već 1615. postaje državni odvjetnik; tu je službu vršio nekoliko godina. Oženio se 1624. godine bogatom nasljednicom. Kao vlastelin obavljao je niz državnih službi; pet puta biran za kneza Republike (1642., 1645., 1648., 1651. i 1657.) Žena mu je umrla nakon dvadeset godina braka, 1644. i ostavila mu na brigu devetero djece: dva sina, Sara i Nikolicu, i sedam kćeri. Najstariju kćer je udao, sljedećih pet su išle u dubrovačke samostane, što je u to vrijeme bila uobičajena praksa, a najmlađa se udala nakon očeve smrti, s mirazom koji joj je on pripremio. Uspješno je vodio nasljeđena imanja, na Pelješcu, u Oskorušnom, na Šipanu i u Gružu, a njima je priključio i novokupljena zemljišta, što je u to vrijeme bila iznimka za plemiće.

## Pjesništvo
U njegovu opusu izdvaja se kanconijer "Plandovanja". Ta je zbirka lirskih pjesama, poglavito ljubavnih, medu najvrjednijima u cjelokupnoj hrvatskoj književnosti. Nije potrebno braniti Bunićeve pozajmice od F. Petrarce, G. Marina, G. Chiabrere i G. da Venosa, jer originalnost kao kategorija književnog izraza u baroku jednostavno ne postoji. Oblicima, topikom i preuzetim sintagmama, Bunić slijedi dubrovačku pjesničku tradiciju pa su u njega vidljivi petrarkistički biljezi. Tomu već pomalo istrošenom pjesničkom standardu, u "Plandovanjima" je dao novu estetičku snagu oslobodivši iz općih resursa svojega vremena i njegove književnosti u prostorima hrvatske riječi do tada neviđeno slikovlje.
U ljubavnoj lirici Bunić je individualnim prinosom manirist, ali je općim značajkama književne mode nastavio renesansnu praksu domaćih prethodnika ostvarujući visok stupanj sažetosti izraza i do tada nepoznatu lakoću osmeračkog ritma, muzikalnost i simetriju. Na topiku, metaforiku i senzualno-idilični ton Plandovanja nastavlja se pet Bunićevih pastirskih ekloga "Razgovori pastirski". Varirajući teokritovsko-vergilijevske obrasce, autor je u tom žanru pisao elegantnije od svojih prethodnika, dok je u eklogi "Gorštak" dao primjer monološke komične poeme s parodijskim elementima. Za razliku od "Plandovanja" i ekloga koji su na jednom polu Bunićeve baroknosti, ondje gdje se između ostalog ostvarivao bijeg od pritiska katoličkog institucionalizma, "Mandalijena pokornica", "Nadgrobnice" i "Pjesme duhovne" nalaze se na strani pomodne kršćanske barokne gorljivosti. Religiozna poema "Mandalijena pokornica" jedini je tekst, ako se izuzme poslanica Ivanu Gunduliću tiskana u izdanju Arijadne (Ancona, 1633.), što ga je Bunić objavio za života (Ancona, 1630.). Tematsko-motivskim karakteristikama "Mandalijena pokornica" nasljeduje strukturu baroknih plačeva, kako onih talijanskih L. Tansilla i E. Valvasonea, tako i Gundulićevih "Suza sina razmetnoga".

## Djela
- "Plandovanja",
- "Razgovori pastirski",
- "Gorštak"
- "Pjesme duhovne".

## Vanjske poveznice
- Ivan Bunić, izabrane pjesme